# Édouard Bourciez
Édouard Bourciez, né le 29 janvier 1854 à Niort (France) et mort le 6 octobre 1946 à Bordeaux, est un romaniste et un linguiste de la langue gasconne.

## Biographie
Édouard Bourciez est le fils d'un universitaire, et il entre à l'École normale supérieure, en 1873.
En 1874, il est licencié ès lettres ; en 1876, agrégé de lettres, puis il fut pendant quelques années, de 1878 à 1883, professeur dans l'enseignement secondaire dans les lycées de Bar-le-Duc, d'Orléans, de Nice et de Nancy.
Il devient, en 1883, maître de conférences à la Faculté des lettres de Bordeaux, où il mena toute sa carrière universitaire :  professeur-adjoint en 1890, premier titulaire de la chaire de Langue et Littérature du Sud-Ouest créée par la ville de Bordeaux en 1893 et dont le successeur sera Gaston Guillaumie. Il est nommé officier de la Légion d'honneur en 1938.

## Travaux
Il soutient sa thèse de doctorat, qui portait sur Les Mœurs polies et la littérature de cour sous Henri II, en 1886.
Travaux de linguistique gasconne : en 1894, il lance une vaste enquête linguistique sur l'ensemble de l’académie de Bordeaux, avec l'aide des services de l'Instruction publique, auprès des instituteurs communaux. Il demande à chaque instituteur de traduire ou de faire traduire, dans l'idiome en usage dans la commune, la Parabole de l'enfant prodigue. Il reçut réponse de l'ensemble des 4 444 communes. Il obtient ainsi un matériau linguistique en gascon et en basque qui lui offre une vision exceptionnelle de la répartition géographique de la langue, mais surtout des éléments pour analyser la grammaire et l'orthographe du gascon.
Il est l'auteur d'un manuscrit de linguistique gasconne, qui obtient, à la suite du rapport fait par l'abbé Arnaud Ferrand, la médaille d'or du concours « Langue gasconne » de la Fondation La Grange, une des fondations de l'académie nationale des sciences de Bordeaux.
Il publie 25 articles dans la revue Reclams de Biarn e Gascougne, parmi lesquels « Contes de Gascogne », qui servira de caution universitaire à la naissance de la revue. Il établit une graphie pour le béarnais, adoptée en 1900 par l'Escòla Gaston Fèbus et qui sera également utilisée pour l'ancien français.

## Œuvres

### Ouvrages
- De Praepositione "ad" casuali in latinitate aevi merovingici, thesin Facultati litterarum Parisiensi, Paris : chez C. Klincksieck, 1886, 116 p.
- Les Mœurs polies et la littérature de cour sous Henri II, thèse de doctorat, Paris : Hachette, 1886, 437 p.
- Les Poésies patoises d'Arnaud Daubasse, Paris : Leroux, 1888
- Précis historique de phonétique française, 1889[5],[6]
- La  Conjugaison  gasconne  d’après  les  documents  bordelais, dans les Annales de la Faculté des Lettres de Bordeaux, 1890, p. 196-225
- La Langue gasconne à Bordeaux : Notice historique, extrait de la Monographie publiée par la municipalité bordelaise , Bordeaux : chez G. Gounouilhou, 1892
- Le Démonstratif dans la petite Gavacherie, dans les Mélanges de philologie romane et d'histoire littéraire, 1896
- Contribution à l'étude du son / œ / landais, communication faite au Congrès international des Langues Romanes
- Le Verbe Naître en gascon, dans Romanische Forschungen, 1907, no 23, p. 415-423
- Recueil des idiomes de la région gasconne, inédit issu de l'enquête linguistique sur la parabole de l'enfant prodigue en patois auprès de 4 444 communes en Gascogne.
- Éléments de linguistique romane, Paris : C. Klincksieck , 1910, 1 vol., XXI-697 p. / 4e éd. rév., Paris : C. Klincksieck , 1946, 1 vol., XXVII-783 p. / 5e éd. rév. par l'auteur et par les soins de Jean Bourciez, Paris : Klincksieck , 1967, 1992, XXVII-783 p. Ouvrage récompensé du Prix Volney de l'Institut.

### Articles
Articles parus dans les Annales de la Faculté des lettres de Bordeaux et Revue des universités du Midi.
- Observations sur les noms de la troisième déclinaison latine dans l’ancien français, 1884 (III), p. 22.
- Études bas-latines : De en composition avec des adverbes et des prépositions (Relations locales), 1887, p. 101.
- Les Poésies patoises d’Arnaud Daubasse, 1888, p. 49
- Addenda à l’article : « De en composition avec des adverbes et des prépositions, Annales , 1887, p. 101-121 », 1888, p. 96.
- Mélanges d'étymologie romane, 1889, p. 74.
- La Conjugaison gasconne d’après les documents bordelais, 1890, p. 196.
- Les Sonnets de Fernando de Ilerrera, 1891, p. 200.
- Congrès des langues romanes (Chronique), 1895, p. 250.
- La Conjugaison dans le gavache du Sud, 1896, p. 142.
- Bibliothèque méridionale : Poésies complètes de Bertran de Born, publiées... par Antoine Thomas, compte rendu, 1888, p. 103.
- Arsène Beauvais, Étude sur la place de quelques mots , compte rendu, 1898, p. 248.